# بوبا باريس
بوبا باريس (بالإنجليزية: Bubba Paris)‏ هو لاعب كرة قدم أمريكية أمريكي، ولد في 6 أكتوبر 1960 في لويفيل في الولايات المتحدة.

## وصلات خارجية
- الموقع الرسمي
- بوبا باريس على موقع مرجع كرة القدم المحترفة.كوم (الإنجليزية)